# Премозело-Кјовенда (Вербано-Кузио-Осола)
Премозело-Кјовенда (итал. Premosello-Chiovenda) је насеље у Италији у округу Вербано-Кузио-Осола, региону Пијемонт.
Према процени из 2011. у насељу је живело 1270 становника. Насеље се налази на надморској висини од 227 м.

## Становништво
Према резултатима пописа становништва 2011. у општини је живело 2.034 становника.
| 1931. | 1936. | 1951. | 1961. | 1971. | 1981. | 1991. | 2001. | 2011. |
| ----- | ----- | ----- | ----- | ----- | ----- | ----- | ----- | ----- |
| 2.027 | 2.048 | 2.181 | 2.233 | 2.243 | 2.296 | 2.153 | 2.054 | 2.034 |